# Dunasáp
Dunasáp (szlovákul Dedinka pri Dunaji, németül Schaap) Dunasápújfalu (Nová Dedinka) településrésze, egykor önálló falu Szlovákiában, a Pozsonyi kerületben, a Szenci járásban.

## Fekvése
Pozsony központjától 20 km-re keletre fekszik. Dunaújfaluval egyesítve alkotja Nová Dedinka községet.

## Története
Határában a Kr. e. 6. századi kalenderberg kultúra halomsíros temetőjére bukkantak.
1252-ben Saap néven említik először. 1256-ban Botho de Saap néven szerepel, a falu ekkor helyi nemesi családok birtoka. 1367-ben Saap superior, 1368-ban Olousap, 1399-ben  Pomsahaza a. n. Alsosap, 1401-ben Nogzap néven szerepel írott forrásokban. 1383-ban Sápi Jordán fia László birtokát Erzsébetnek, Hideghéthy Jakab unokájának adja el.
A 16. században a falu lakói protestánsok lettek, majd a török betörések következtében elnéptelenedett. 1681-ben pusztaként említik, ekkor a királyfai uradalomhoz tartozott, amely Szentgyörgy várának tartozéka volt. A katolikus Pálffy család a földesura és visszatér a katolikus hitre, majd 1715-ben nemesi községként említik. 1828-ban 40 házában 293 lakos élt. Lakói a mezőgazdaságban dolgoztak, földműveléssel, gyümölcstermesztéssel, állattenyésztéssel és kisebb mértékben halászattal foglalkoztak.
Vályi András szerint „SÁP. Elegyes lakosú nemes falu Pozsony Várm. földes Urai Gr. Pálfy Uraság, és több Bírtokosok, lakosai katolikusok, fekszik Magyar Bélhez nem meszsze, D. Újfalunak szomszédságában; határja lakosainak szaporodása után szűk, réttye többetske van, erdővel, gyümöltsös, és veteményes kertekkel bővelkedik; piatza Pozsonyban, holott vagyonkáikat jól eladhattyák.”
Fényes Elek szerint „Sáp, magyar falu, Poson vármegyében, a kis Duna bal partján, Cseklészhez 1/2 óra. Számlál: 288 kath., 14 zsidó lak. Van sok gyümölcse, rétje, jó legelője, erdeje, kása malma. F. u. gr. Pálffy Ferencz, s más nemesek.”
A trianoni békeszerződésig Pozsony vármegye Szenci járásához tartozott. 1919-ben az első Csehszlovák köztársasághoz kerül. 1924–1927 között a Pálffy grófi nagybirtokot felparcellázták, és új betelepülők érkeztek. 1938 után újból Magyarországhoz csatolták, majd a háború után ismét visszakerült Csehszlovákiához. 1948-ban új szlovák nevet kapott, 1950-ben JRD (tsz) alakult. 1960-ban egyesítették a szomszédos Dunaújfaluval, az így létrejött új település neve 2011-ig Dunaújfalu, ekkortól: Dunasápújfalu.

## Népessége
1910-ben 369, túlnyomórészt magyar lakosa volt.
2001-ben Dunaújfalu 1626 lakosából 1128 szlovák és 467 magyar volt.